# ماران وان ارپ
ماران وان ارپ (انگلیسی: Maran van Erp؛ زادهٔ ۳ دسامبر ۱۹۹۰) بازیکن فوتبال اهل پادشاهی هلند است.
از باشگاه‌هایی که در آن بازی کرده‌است می‌توان به باشگاه فوتبال فنلو و باشگاه فوتبال ویلم دوم اشاره کرد.
وی همچنین در تیم‌های ملی فوتبال زنان هلند بازی کرده‌است.